# Войница (Волынская область)
Во́йница (укр. Війниця) — село в Затурцевской сельской общине Владимирского района Волынской области Украины.
До 2020 года входило в Локачинский район.
Код КОАТУУ — 0722481201. Население по переписи 2001 года составляет 298 человек. Почтовый индекс — 45510. Телефонный код — 3374. Занимает площадь 0,4 км².